# Wojewodowie dorpaccy
Wojewodowie dorpaccy (derpscy) – wojewodowie województwa dorpackiego Rzeczypospolitej Obojga Narodów:
- 1600-1602 Marcin Kurcz
- 1614-1617 Teodor Dadźbog Karnkowski
- 1617-1626 Mikołaj Kiszka
- 1627-1634 Kasper Denhoff
- 1634-1640 Gothard Jan Tyzenhauz
- 1641-1651 Andrzej Leszczyński
- 1651 Enoch Kolenda (zrezygnował)
- 1651-1654 Teodor Denhoff
- 1654 Zygmunt Opacki (zm. 1654)
- 1654? -1657 Aleksander Ludwik Wolff, zrezygnował
- 1657-1658 Zygmunt Wybranowski
- 1658-1670 Przecław Leszczyński